# قلعه سوواهارا
قلعه سوواهارا (به ژاپنی: 諏訪原城، Suwahara-jō)، یک قلعه ژاپنی در شیمادا، شیزوئوکا در استان شیزوئوکا در دوره سنگوکو بود.
خاندان توکوگاوا نام این قلعه را به نام قلعه ماکینو (به ژاپنی: 牧野城) تغییر داد.